# Wolseley 15/40
La 15/40 è un'autovettura di classe media prodotta dalla Wolseley dal 1921 al 1925.
Il modello aveva installato un motore in linea a quattro cilindri con distribuzione monoalbero, da 2.614 cm³ di cilindrata e raffreddato ad acqua.
La 15/40 è stata offerta con tre tipi di carrozzeria, berlina quattro porte, coupé due porte e cabriolet due porte.